# Albo d'oro della seconda divisione giapponese di calcio
La pagina elenca le squadre vincitrici della seconda divisione del campionato giapponese di calcio, dal 1972 al 1992 rappresentata dalla Japan Soccer League Division 2, fino al 1999 dalla Japan Football League e in seguito, dalla J. League Division 2.

## Albo d'oro

### Titoli in ordine cronologico

#### Japan Soccer League Division 2
| Stagione | Vincitore             | Secondo posto       | Note |
| -------- | --------------------- | ------------------- | --- |
| 1972     | Toyota Motors         | Tanabe Pharma       | |
| 1973     | Eidai Sangyo          | Kofu Club           | Kofu Club non ottiene la promozione a causa della sconfitta riportata nei playoff promozione/salvezza             |
| 1974     | Yomiuri               | Fujitsu             | Entrambe le squadre non ottengono la promozione a causa della sconfitta riportata nei playoff promozione/salvezza |
| 1975     | Tanabe Pharma         | Yomiuri             | Entrambe le squadre non ottengono la promozione a causa della sconfitta riportata nei playoff promozione/salvezza |
| 1976     | Fujitsu               | Yomiuri             | Yomiuri non ottiene la promozione a causa della sconfitta riportata nei playoff promozione/salvezza               |
| 1977     | Yomiuri               | Nissan Motors       | Nissan Motors non ottiene la promozione a causa della sconfitta riportata nei playoff promozione/salvezza         |
| 1978     | Honda Motor           | Nissan Motors       | Honda Motor non ottiene la promozione a causa della sconfitta riportata nei playoff promozione/salvezza           |
| 1979     | Toshiba               | Yamaha Motors       | Toshiba non ottiene la promozione a causa della sconfitta riportata nei playoff promozione/salvezza               |
| 1980     | Honda Motor           | Fujitsu             | Fujitsu non ottiene la promozione a causa della sconfitta riportata nei playoff promozione/salvezza               |
| 1981     | Nippon Kokan          | Nissan Motors       | |
| 1982     | Yamaha Motors         | Toshiba             | Toshiba non ottiene la promozione a causa della sconfitta riportata nei playoff promozione/salvezza               |
| 1983     | Nippon Kokan          | Sumitomo Metals     | Sumitomo Metals non ottiene la promozione a causa della sconfitta riportata nei playoff promozione/salvezza       |
| 1984     | Sumitomo Metals       | ANA Yokohama        | |
| 1985-86  | Matsushita Electric   | Mazda               | |
| 1986-87  | Sumitomo Metals       | Toyota Motors       | |
| 1987-88  | ANA Yokohama          | Matsushita Electric | |
| 1988-89  | Toshiba               | Hitachi             | |
| 1989-90  | Mitsubishi Heavy Ind. | Toyota Motors       | |
| 1990-91  | Hitachi               | Mazda               | |
| 1991-92  | Fujita                | Sumitomo Metals     | Fujita non ottiene la promozione in seguito per effetto della rinuncia alla partecipazione alla J. League         |

#### Japan Football League
| Stagione | Vincitore       | Secondo posto      | Note                                                                                         |
| -------- | --------------- | ------------------ | -------------------------------------------------------------------------------------------- |
| 1992     | Yamaha Motors   | Hitachi            | Entrambe le squadre non avanzano di categoria, non essendo membri associati della J. League. |
| 1993     | Shonan Bellmare | Júbilo Iwata       |                                                                                              |
| 1994     | Cerezo Osaka    | Kashiwa Reysol     |                                                                                              |
| 1995     | Fukuoka Blux    | Kyoto Purple Sanga |                                                                                              |
| 1996     | Honda Motor     | Vissel Kōbe        | Honda Motor non avanza di categoria, non essendo membro associato della J. League.           |
| 1997     | Consadole       | Tokyo Gas          | Tokyo Gas non avanza di categoria, non essendo membro associato della J. League.             |
| 1998     | Tokyo Gas       | Kawasaki Frontale  | Entrambe le squadre non avanzano di categoria, non essendo membri associati della J. League. |

#### J. League Division 2
| Stagione | Vincitore          | Secondo posto       | Altre promozioni   |
| -------- | ------------------ | ------------------- | ------------------ |
| 1999     | Kawasaki Frontale  | FC Tokyo            |                    |
| 2000     | Consadole          | Urawa Reds          |                    |
| 2001     | Kyoto Purple Sanga | Vegalta Sendai      |                    |
| 2002     | Oita Trinita       | Cerezo Osaka        |                    |
| 2003     | Albirex Niigata    | Sanfrecce Hiroshima |                    |
| 2004     | Kawasaki Frontale  | Omiya Ardija        |                    |
| 2005     | Kyoto Purple Sanga | Avispa Fukuoka      | Ventforet Kofu     |
| 2006     | Yokohama FC        | Kashiwa Reysol      | Vissel Kōbe        |
| 2007     | Consadole          | Tokyo Verdy         | Kyoto Purple Sanga |
| 2008     | Sanfrecce          | Montedio Yamagata   |                    |
| 2009     | Vegalta Sendai     | Cerezo Osaka        | Shonan Bellmare    |
| 2010     | Kashiwa Reysol     | Ventforet Kofu      | Avispa Fukuoka     |
| 2011     | FC Tokyo           | Sagan Tosu          | Consadole Sapporo  |
| 2012     | Ventforet Kofu     | Shonan Bellmare     | Oita Trinita       |
| 2013     | Gamba Osaka        | Vissel Kōbe         | Tokushima Vortis   |
| 2014     | Shonan Bellmare    | Matsumoto Yamaga    | Montedio Yamagata  |
| 2015     | Omiya Ardija       | Júbilo Iwata        | Avispa Fukuoka     |
| 2016     | Consadole          | Shimizu S-Pulse     | Cerezo Osaka       |
| 2017     | Shonan Bellmare    | V-Varen Nagasaki    | Nagoya Grampus     |
| 2018     | Matsumoto Yamaga   | Oita Trinita        |                    |
| 2019     | Kashiwa Reysol     | Yokohama FC         |                    |
| 2020     | Tokushima Vortis   | Avispa Fukuoka      |                    |
| 2021     | Júbilo Iwata       | Kyoto Sanga         |                    |
| 2022     | Albirex Niigata    | Yokohama FC         |                    |
| 2023     | Machida Zelvia     | Júbilo Iwata        | Tokyo Verdy        |

### Titoli per squadra
I campionati vinti da ciascuna squadra sono elencati in ordine cronologico, dividendoli in base alla denominazione che la società utilizzava in quel periodo.
| Squadra             | Titoli | Edizioni                                      |
| ------------------- | ------ | --------------------------------------------- |
| Consadole Sapporo   | 6      | Toshiba: 1979, 1988-89 1997, 2000, 2007, 2016 |
| Shonan Bellmare     | 4      | Fujita: 1991-92 1993, 2014, 2017              |
| Kawasaki Frontale   | 3      | Fujitsu: 1976 1999, 2004                      |
| Honda               | 3      | Honda Motor: 1978, 1980, 1996                 |
| Kashiwa Reysol      | 3      | Hitachi: 1990-91 2010, 2019                   |
| Júbilo Iwata        | 3      | Yamaha Motors: 1982, 1992 2021                |
| Tokyo Verdy         | 2      | Yomiuri: 1974, 1977                           |
| FC Tokyo            | 2      | Tokyo Gas: 1998 2011                          |
| Kashima Antlers     | 2      | Sumitomo Metals: 1984, 1986-87                |
| Urawa Reds          | 2      | Mitsubishi HI: 1988-89 2000                   |
| Nippon Kokan        | 2      | 1981, 1983                                    |
| Kyoto Purple Sanga  | 2      | 2001, 2005                                    |
| Albirex Niigata     | 2      | 2003, 2022                                    |
| Gamba Osaka         | 2      | Matsushita Electric: 1985-86 2013             |
| Nagoya Grampus      | 1      | Toyota Motors: 1972                           |
| Yokohama Flügels    | 1      | ANA Yokohama: 1987-88                         |
| Avispa Fukuoka      | 1      | Fukuoka Blux: 1995                            |
| Omiya Ardija        | 1      | 2015                                          |
| Ventforet Kofu      | 1      | 2012                                          |
| Oita Trinita        | 1      | 2002                                          |
| Yokohama FC         | 1      | 2006                                          |
| Sanfrecce Hiroshima | 1      | 2008                                          |
| Vegalta Sendai      | 1      | 2009                                          |
| Cerezo Osaka        | 1      | 1994                                          |
| Eidai Sangyo        | 1      | 1973                                          |
| Tanabe Pharma       | 1      | 1975                                          |
| Matsumoto Yamaga    | 1      | 2018                                          |
| Tokushima Vortis    | 1      | 2020                                          |
| Machida Zelvia      | 1      | 2023                                          |